# 让-保罗·冯德堡
让-保罗·冯德堡（Jean-Paul Vonderburg，1964年7月31日—），已退役的瑞典足球运动员。

## 职业生涯
让-保罗·冯德堡於1985年開始為瑞典足球超级联赛球隊为Hammarby IF效力。當1988年俱乐部降级时，他转会到另一支球隊馬模足球會 。 
1992年夏天，让-保罗·冯德堡转会到丹麦甲级联赛球队奥胡斯体操协会俱乐部。一个赛季后，他又轉會到廣島三箭。1996年让-保罗·冯德堡宣佈掛靴。
让-保罗·冯德堡于1990年2月14日首次代表国家队出场比賽。在1991年4 月17日瑞典 2-2 战平希腊的比赛中，他還打进了一个乌龙球。